# Ленкница (Любушко войводство)
Вижте пояснителната страница за други значения на Ленкница.
Ленкнѝца (на полски: Łęknica; на немски: Lugknitz; лужишки: Wjeska) е град в Западна Полша, Любушко войводство, Жарски окръг. Административно е обособен в самостоятелна градска община. Според Полската статистическа служба към 31 декември 2009 г. има 2746 жители.

## География

### Местоположение
Градът се намира на река Ниса Лужишка. Разположен е край републикански път , на 35 km източно от окръжния център град Жари.

## История
Градски права получава през 1452 г. Преди Втората световна война е квартал на град Бад Мускау (Мужаков). През 1880 г. Ленкница е малко селскостопанско селище населено от лужишки сърби и заедно с Броновице е едно от двете селища западно от Ниса Лужишка, където се говорят лужишки езици Като самостоятелно селище е обособен след установяването на полско-германската граница от 22 февруари 1945 г. Селището многократно променя името на: Лукница в 1945 – 1947, Лугница, Ленкнице. Името Ленкница получил през 1956 г.

## Инфраструктура
Градът е електрифициран, има телефон и канализация. В Ленкница има театър, културен център, библиотека, банка, футболен отбор и 2 супермаркета. В 2002 г. от общо 871 обитавани жилища снабдени с топла вода са 632 жилища, с газ – 565 жилища, самостоятелен санитарен възел имат 741 жилища; 39 жилища имат площ под 30 m², 89 жилища имат площ 30 – 39 m², 193 жилища – 40 – 49 m², 188 жилища – 50 – 59 m², 184 жилища – 60 – 79 m², 92 жилища – 80 – 99 m², 33 жилища – 100 – 119 m², 53 жилища – над 119 m².

## Забележителности
В Регистъра на недвижимите паметници на Националния институт за наследството са вписани:
- Мужаковски парк
- Дворец „Белведер“

## Образование
В Ленкница се намира основно училище, в което учат 180 ученици (към 2012 г.) и гимназия, в която учат 84 ученици

## Спорт
- футболен отбор ЛКС Ленкница
- Клуб Карате „Контра“